# Hieracium cyathis
Hieracium cyathis là một loài thực vật có hoa trong họ Cúc. Loài này được (Ley) W.R.Linton mô tả khoa học đầu tiên năm 1905.